# Ich weine nicht
Ich weine nicht (span. Cuando quiero llorar no lloro)  ist ein Roman des venezolanischen Schriftstellers Miguel Otero Silva, der 1970 im Verlag Tiempo Nuevo (Neue Zeit) in Caracas erschien.

## Überblick
Am Sonntag, dem 8. November 1948, hilft die Hebamme Señora Consuelo in Caracas drei Müttern bei der Geburt ihrer Knaben. Nach dem gewünschten Namen des Neugeborenen gefragt, antwortet eine der drei Mütter: „Victorino, heute ist Sankt Victorinus, …“. Die Hebamme erreicht auch bei den anderen zwei Knaben die Namensgebung Victorino. Die Drei haben außer dem Vornamen noch eine Gemeinsamkeit – sie sterben 1966 eines gewaltsamen Todes.
In Venezuela setzte in den letzten Lebensjahren der Protagonisten – genauer, nach 1958, also nach dem Sturz des Diktators Jiménez, mit den Präsidenten Betancourt (ab 1959) und Leoni (ab 1964) – eine Demokratisierung des Landes ein.

## Inhalt
Caracas in den 1960er Jahren.
Victorino Pérez
Facundo Gutiérrez, der Vater des Jungen, ein Trunkenbold, findet gelegentlich Arbeit als LKW-Fahrer. Wenn er schon einmal nach Hause kommt, ohrfeigt er die Mutter, nimmt ihr das selbstverdiente Geld weg und beschläft die Frau. Den Sohn peitscht er gewöhnlich mit seinem Ledergürtel aus. Die „Karriere“ als Krimineller hatte der Junge als Motorradfahrer begonnen, der Fußgängerinnen die Taschen entriss. Später gab es bei einem Überfall auf einen Supermarkt einen Toten. Nun ist er aus dem Zuchthaus La Planta geflohen und humpelt seither nach einem Sprung von einem Dach. Er hatte den Italiener Pietro Lo Monaco, einen Schneider, überfallen und erschossen, weil der die Befehle des Gangsters nicht befolgen wollte. Drei Tage nach der Tat war die Polizei gekommen.
Das Bandenmitglied Victorino Pérez wird von der Polizei während des Überfalls auf einen Juwelier erschossen. Nach geglücktem Raub hatte der Fahrer der Bande während der Flucht die Nerven verloren und die polizeiliche Verfolgung verursacht. Victorino Pérez hatte vor seinem Tod die Maschinenpistole leergeschossen.
Victorino Peralta
Ein reichliches Jahr hatte der Junge um einen Maserati gebettelt. Nun zu seinem 18. Geburtstag erfüllt ihm der Vater, Ingenieur Argimiro Peralta  Heredia, den Wunsch. Die Mutter, die dem Vater zu dem Geburtstagsgeschenk zugeredet hatte, teilt dem Jungen ihren Traum mit: Victorino Peralta stirbt bei einem Autounfall. So kommt es. Der Junge unternimmt einen Ausflug ins Gebirge. Im Autoradio gibt die Berliner Philharmonie unter Karajan Berlioz. Bei 160 Sachen kommt der Wagen auf regennasser Kurve ins Rutschen. Victorino Peralta weicht einem mit Kindern besetzten Bus aus. Der Maserati zerschellt im Abgrund.
Victorino Perdomo
Der unbelehrbare Revolutionär Juan Ramiro Perdomo, der Vater des Jungen, sitzt im Gefängnis in Ciudad Bolivar am Orinoco. Währenddessen hält die Mutter mit einem überaus bescheidenen Grundschullehrerinnengehalt die Familie über Wasser. Der Sohn, ein Student, kommt mit dem Vater, diesem „Kommunistiosaurier“, auf keinen gemeinsamen Nenner. Während der Vater als Kongressabgeordneter gegen den Imperialismus kämpfen will, hat sich der Sohn – „revolutionäre Gewalt“ favorisierend – der Guerilla-Kampftruppe FALN angeschlossen und kommt bei einem Überfall auf die Filiale der Holländischen Bank in Caracas ums Leben.

## Epilog
Die drei Trauerkleidung tragenden Mütter der Toten begegnen sich nach der Beerdigung ihrer Söhne auf der schmalen Friedhofsallee und „blicken einander ausdruckslos an …“. Der Titel des Epilogs „Ich weine nicht“ – gleichzeitig Romantitel – ist einem Gedicht Rubén Daríos entnommen: „Cuando quiero llorar no lloro“ – Ich möchte weinen, aber ich weine nicht.

## Verfilmungen
In spanischer Sprache:
- 1973 Venezuela: Cuando quiero llorar no lloro – Spielfilm von Mauricio Walerstein[3] mit Orlando Urdaneta[4] als Victorino Perdomo, Pedro Laya als Victorino Pérez und Valentin Trujillo[5] als Victorino Peralta.[6]
- 1991 (Neuverfilmungen 2009 und 2011), USA, Kolumbien: Victorinos[7] – TV-Serie von Ramiro Meneses.[8][9]

## Rezeption
- April 1975, Alfred Antkowiak[10] lenkt den Fokus seiner Betrachtungen auf die letzte der drei Geschichten. Der darin bebilderte gescheiterte Kampf der venezolanischen Kommunisten gegen das seinerzeit dort regierende Großbürgertum sei die venezolanische Variante der kolumbianischen Violencia.

### Textausgaben
Verwendete Ausgabe
- Ich weine nicht. Roman. Aus dem Spanischen von Roland Erb. Mit einem Nachwort von Alfred Antkowiak. Verlag Volk und Welt, Berlin 1975 (1. Aufl.), 240 Seiten, ohne ISBN